# Gerard Bacot
Pour les articles homonymes, voir Bacot.
Gerard Jacob George  Bacot, né le 8 mars 1743 à Tournai et mort le 14 mars 1822 à La Haye, est un homme politique néerlandais.

## Biographie
Partisan des patriotes, il s'installe à Dunkerque après la répression prussienne de 1787. Il intègre le comité révolutionnaire batave en 1792. En 1795, il devient représentant à l'assemblée provisoire des Ommelanden puis aux États provinciaux de Groningue. Il est élu député d'Onderdendam à la première assemblée nationale batave en mars 1796. Réélu le 1er septembre 1797, il est expulsé de l'assemblée après le coup d'État du 22 janvier 1798 malgré son serment contre le fédéralisme.
Gerard Bacot est réélu député le 31 juillet et le reste jusqu'à la mise en place la Constitution de 1801, le 17 octobre 1801.
Bacot siège à la cour de justice de Groningue de 1795 à 1811. En 1811, il siège à la cour d'appel de La Haye, puis, à partir de 1814, à la Cour suprême des Pays-Bas.